# 刘家权
刘家权（1928年12月22日—2012年7月6日），浙江镇海人，中华人民共和国政治人物。

## 生平
刘家权于1928年出生于天津，其父刘光甫为英商开滦煤矿总会计师。早年就读于上海市南洋模范中学，1949年毕业于复旦大学经济系，后任天津无缝钢管厂厂长，1956年作为公私合营中全国工商联青年积极分子代表在北京中南海受到了毛泽东等党和国家领导人接见。文化大革命期间受运动波及被削去职务，下放车间劳动。拨乱反正后，1979年出任由中国人民银行天津市分行组建的天津市国际信托投资公司副经理。1985年调京任民建中央对外联络部部长（正厅级，享受副部级待遇）。同年派驻泰国曼谷任泰中永胜石油公司董事兼总经理，直至1999年退休。
刘家权是中国民主建国会成员、民建天津市委名誉副主委。是第七、八届全国政协委员。
2012年7月逝世于江苏苏州。

## 家庭
1949年与周菊云在上海结婚，婚礼在国际饭店举办。婚后育有二子一女。
长子刘邦彦，曾任民建中央委员、民建苏州市委主委，江苏省、苏州市政协常委。